# GATM
GATM (англ. Glycine amidinotransferase) – білок, який кодується однойменним геном, розташованим у людей на короткому плечі 15-ї хромосоми. Довжина поліпептидного ланцюга білка становить 423 амінокислот, а молекулярна маса — 48 455.
| 10         |  | 20         |  | 30         |  | 40         |  | 50         |
| ---------- |  | ---------- |  | ---------- |  | ---------- |  | ---------- |
| MLRVRCLRGG |  | SRGAEAVHYI |  | GSRLGRTLTG |  | WVQRTFQSTQ |  | AATASSRNSC |
| AADDKATEPL |  | PKDCPVSSYN |  | EWDPLEEVIV |  | GRAENACVPP |  | FTIEVKANTY |
| EKYWPFYQKQ |  | GGHYFPKDHL |  | KKAVAEIEEM |  | CNILKTEGVT |  | VRRPDPIDWS |
| LKYKTPDFES |  | TGLYSAMPRD |  | ILIVVGNEII |  | EAPMAWRSRF |  | FEYRAYRSII |
| KDYFHRGAKW |  | TTAPKPTMAD |  | ELYNQDYPIH |  | SVEDRHKLAA |  | QGKFVTTEFE |
| PCFDAADFIR |  | AGRDIFAQRS |  | QVTNYLGIEW |  | MRRHLAPDYR |  | VHIISFKDPN |
| PMHIDATFNI |  | IGPGIVLSNP |  | DRPCHQIDLF |  | KKAGWTIITP |  | PTPIIPDDHP |
| LWMSSKWLSM |  | NVLMLDEKRV |  | MVDANEVPIQ |  | KMFEKLGITT |  | IKVNIRNANS |
| LGGGFHCWTC |  | DVRRRGTLQS |  | YLD        |  |            |  |            |

A: Аланін

C: Цистеїн

D: Аспарагінова кислота

E: Глутамінова кислота

F: Фенілаланін

G: Гліцин

H: Гістидин

I: Ізолейцин

K: Лізин

L: Лейцин

M: Метіонін

N: Аспарагін

P: Пролін

Q: Глутамін

R: Аргінін

S: Серин

T: Треонін

V: Валін

W: Триптофан

Кодований геном білок за функціями належить до трансфераз, фосфопротеїнів. 
Задіяний у таких біологічних процесах, як ацетилювання, альтернативний сплайсинг. 
Локалізований у цитоплазмі, мембрані, мітохондрії, внутрішній мембрані мітохондрії.